# Mohammad Abdul Kabir
Mohammad Abdul Kabir (pachto : عبدالکبير) est un haut responsable de la direction talibane et le premier ministre par intérim de l'Afghanistan depuis le 17 mai 2023,,. Il avait auparavant déjà été premier ministre par intérim de l'Afghanistan du 16 avril 2001 au 13 novembre 2001,,, et le troisième vice-premier ministre par intérim chargé des affaires politiques de l'Afghanistan du 4 octobre 2021 au 17 mai 2023,.
Les Nations unies rapportent qu'il était deuxième adjoint du Conseil des ministres des talibans, gouverneur de la province de Nangarhar et chef de la zone Est. L'ONU rapporte que Kabir est né entre 1958 et 1963, à Paktiya, en Afghanistan, et est de la tribu Zadran. L'ONU rapporte que Kabir est actif dans des opérations terroristes dans l'est de l'Afghanistan.

## Biographie
En avril 2002, Abdul Razzak a déclaré à l'Associated Press que Kabir aurait fui Nangarhar vers Paktiya, avec Ahmed Khadr (en).
L'agence de presse chinoise Xinhua a rapporté qu'Abdul Kabir avait été capturé à Nowshera, au Pakistan, le 16 juillet 2005,. Parmi les capturés avec Abdul Kabir figuraient son frère Abdul Aziz, le mollah Abdul Qadeer, le mollah Abdul Haq et un cinquième membre anonyme de la direction talibane.
Le 19 juillet 2006, le membre du Congrès américain Roscoe G. Bartlett (en) a répertorié Abdul Kabir comme un ancien terroriste présumé que le gouvernement américain ne considère plus comme une menace.
Malgré ces rapports, des responsables du renseignement cités dans Asia Times ont indiqué que Kabir et d'autres hauts dirigeants talibans auraient pu se trouver dans le Waziristan du Nord, au Pakistan, pendant le Ramadan de 2007, planifiant une offensive dans le sud-est de l'Afghanistan.
Xinhua a rapporté le 21 octobre 2007, citant un article du Daily Afghanistan, qu'Abdul Kabir avait été nommé commandant dans les provinces de Nangarhar, Laghman, Kounar et Nouristan.
Un rapport du 21 février 2010 a déclaré que Kabir avait été capturé au Pakistan à la suite de renseignements glanés auprès du mollah Baradar, lui-même arrêté au début du mois. Kabir a ensuite été libéré,,.